# Cúp quốc gia Scotland 1964–65
 Cúp quốc gia Scotland 1964–65 là mùa giải thứ 80 của giải đấu bóng đá loại trực tiếp uy tín nhất Scotland. Chức vô địch thuộc về Celtic khi đánh bại Dunfermline Athletic trong trận Chung kết.

## Vòng sơ loại 1
| Đội nhà                 | Tỉ số | Đội khách           |
| ----------------------- | ----- | ------------------- |
| Berwick Rangers (2)     | 2 – 2 | Stenhousemuir (2)   |
| Brechin City (2)        | 3 – 4 | Albion Rovers (2)   |
| Coldstream (HL)         | 2 – 4 | Stranraer (2)       |
| Hamilton Academical (2) | 5 – 3 | Clachnacuddin (HL)  |
| Peebles Rovers (NL)     | 1 – 4 | Stirling Albion (2) |

### Đấu lại
| Đội nhà       | Tỉ số | Đội khách       |
| ------------- | ----- | --------------- |
| Stenhousemuir | 1 – 0 | Berwick Rangers |

## Vòng sơ loại 2
| Đội nhà                   | Tỉ số | Đội khách           |
| ------------------------- | ----- | ------------------- |
| Stenhousemuir (2)         | 4 – 1 | Elgin City (HL)     |
| Edinburgh University (NL) | 1 – 4 | Forfar Athletic (2) |
| Cowdenbeath (2)           | 2 – 1 | Alloa Athletic (2)  |
| Hamilton Academical (2)   | 3 – 0 | Stranraer (2)       |
| Inverness Caledonian (HL) | 2 – 1 | Raith Rovers (2)    |
| Keith (HL)                | 1 – 1 | Ayr United (2)      |
| Queen’s Park (2)          | 0 – 0 | Albion Rovers (2)   |
| Vale of Leithen (NL)      | 0 – 5 | Stirling Albion (2) |

### Đấu lại
| Đội nhà       | Tỉ số | Đội khách    |
| ------------- | ----- | ------------ |
| Albion Rovers | 1 – 1 | Queen’s Park |
| Ayr United    | 4 – 2 | Keith        |

#### Đấu lại lần 2
| Đội nhà      | Tỉ số | Đội khách     |
| ------------ | ----- | ------------- |
| Queen’s Park | 1 – 0 | Albion Rovers |

## Vòng Một
| Đội nhà                   | Tỉ số | Đội khách                |
| ------------------------- | ----- | ------------------------ |
| Motherwell (1)            | 3 – 2 | Stenhousemuir (2)        |
| Airdrieonians (1)         | 7 – 3 | Montrose (2)             |
| Aberdeen (1)              | 0 – 0 | East Fife (2)            |
| Ayr United (2)            | 1 – 1 | Partick Thistle (1)      |
| Clyde (1)                 | 0 – 4 | Greenock Morton (1)      |
| Dumbarton (2)             | 0 – 0 | Queen’s Park (2)         |
| Falkirk (1)               | 0 – 3 | Hearts (1)               |
| Forfar Athletic (2)       | 0 – 3 | Dundee (1)               |
| Hibernian (1)             | 1 – 1 | ES Clydebank (2)         |
| Inverness Caledonian (HL) | 1 – 5 | Third Lanark (1)         |
| Kilmarnock (1)            | 5 – 0 | Cowdenbeath (2)          |
| Queen of the South (2)    | 0 – 2 | Dunfermline Athletic (1) |
| Rangers (1)               | 3 – 0 | Hamilton Academical (2)  |
| St Johnstone (1)          | 1 – 0 | Dundee (1)               |
| St Mirren (1)             | 0 – 3 | Celtic (1)               |
| Stirling Albion (2)       | 2 – 1 | Arbroath (2)             |

### Đấu lại
| Đội nhà             | Tỉ số | Đội khách      |
| ------------------- | ----- | -------------- |
| ES Clydebank (2)    | 0 – 2 | Hibernian (1)  |
| East Fife (2)       | 1 – 0 | Aberdeen (1)   |
| Partick Thistle (1) | 7 – 1 | Ayr United (2) |
| Queen’s Park (2)    | 2 – 1 | Dumbarton (2)  |

## Vòng Hai
| Đội nhà         | Tỉ số | Đội khách            |
| --------------- | ----- | -------------------- |
| Dundee United   | 0 – 2 | Rangers              |
| East Fife       | 0 – 0 | Kilmarnock           |
| Hibernian       | 5 – 1 | Partick Thistle      |
| Greenock Morton | 3 – 3 | Hearts               |
| Motherwell      | 1 – 0 | St Johnstone         |
| Queen’s Park    | 0 – 1 | Celtic               |
| Stirling Albion | 1 – 1 | Airdrieonians        |
| Third Lanark    | 1 – 1 | Dunfermline Athletic |

### Đấu lại
| Đội nhà              | Tỉ số | Đội khách       |
| -------------------- | ----- | --------------- |
| Airdrieonians        | 0 – 2 | Stirling Albion |
| Dunfermline Athletic | 2 – 2 | Third Lanark    |
| Hearts               | 2 – 0 | Greenock Morton |
| Kilmarnock           | 3 – 0 | East Fife       |

#### Đấu lại lần 2
| Đội nhà              | Tỉ số | Đội khách    |
| -------------------- | ----- | ------------ |
| Dunfermline Athletic | 4 – 2 | Third Lanark |

## Tứ kết
| Đội nhà              | Tỉ số | Đội khách       |
| -------------------- | ----- | --------------- |
| Celtic               | 3 – 2 | Kilmarnock      |
| Dunfermline Athletic | 2 – 0 | Stirling Albion |
| Hibernian            | 2 – 1 | Rangers         |
| Motherwell           | 1 – 0 | Hearts          |

## Bán kết
| Celtic | 2 – 2 | Motherwell |
| ------ | ----- | ---------- |
|        |       |            |

| Dunfermline Athletic | 2 – 0 | Hibernian |
| -------------------- | ----- | --------- |
|                      |       |           |

### Đấu lại
| Celtic | 3 – 0 | Motherwell |
| ------ | ----- | ---------- |
|        |       |            |

## Chung kết
| Celtic         | 3 – 2 | Dunfermline Athletic |
| -------------- | ----- | -------------------- |
| Auld · McNeill |       | Melrose · McLaughlin |

### Đội bóng
| CELTIC:                |  |                   |
|                        |  |                   |
| GK                     |  | John Fallon       |
| RB                     |  | Ian Young         |
| LB                     |  | Tommy Gemmell     |
| RH                     |  | Bobby Murdoch     |
| CH                     |  | Billy McNeill     |
| LH                     |  | John Clark        |
| RW                     |  | Stevie Chalmers   |
| IR                     |  | Charlie Gallagher |
| CF                     |  | John Hughes       |
| IL                     |  | Bobby Lennox      |
| LW                     |  | Bertie Auld       |
| ’‘‘Huấn luyện viên:’’’ |  |                   |
| Jock Stein             |  |                   |

| DUNFERMLINE ATHLETIC:  |  |                  |
|                        |  |                  |
| GK                     |  | Jim Herriot      |
| RB                     |  | Willie Callaghan |
| LB                     |  | John Lunn        |
| RH                     |  | Jim Thomson      |
| CH                     |  | Jim MacLean      |
| LH                     |  | Tommy Callaghan  |
| RW                     |  | Alex Edwards     |
| IR                     |  | Alex Smith       |
| CF                     |  | John McLaughlin  |
| IL                     |  | Harry Melrose    |
| LW                     |  | Jackie Sinclair  |
| ’‘‘Huấn luyện viên:’’’ |  |                  |
| Willie Cunningham      |  |                  |